# 鱼溪镇
鱼溪镇，是中华人民共和国四川省内江市资中县下辖的一个乡镇级行政单位。2019年12月，撤销金李井镇，将其所属行政区域划归鱼溪镇管辖。

## 行政区划
鱼溪镇下辖以下地区：
鱼溪场社区、金带场社区、圆坝村、鹤林村、九龙场村、双庙村、过河村、民和村、杨家坝村、亢溪桥村、裕丰村、齐心村、双联村、鱼溪村、芋河村、新庙村、人民村、染房村、苦竹村、协合村、公平村、光明村、老鹰村、洪山村、长胜村、石家村、英雄村、红莲村、粟家村、棋盘村、向阳村和金钟村。